# Szirdzsán
Szirdzsán, Sirjan (perzsa nyelven: سيرجان, Sīrjān, korábban Sa'īdābād) egy város Iránban, Kerman tartományban, Sirjan megye fővárosa. A 2016-os népszámláláskor 95357 családban 324 103 lakosa volt.

## Története
Szirdzsán (Sirjan) elődjét 1700 méter magasságban Szaidabad néven még a 8. században idáig hatoló arabok alapították, és hamarosan a környék vezető települése lett.
Ez a régi város a mai Szirdzsántól mintegy 10 km-rel keletebbre esett. A romjaiban ma is itt látható kővár két éven keresztül Timur Lenk főhadiszállása volt. Pusztulását is a nagy hódító kivonulásának köszönhette.

## Galéria

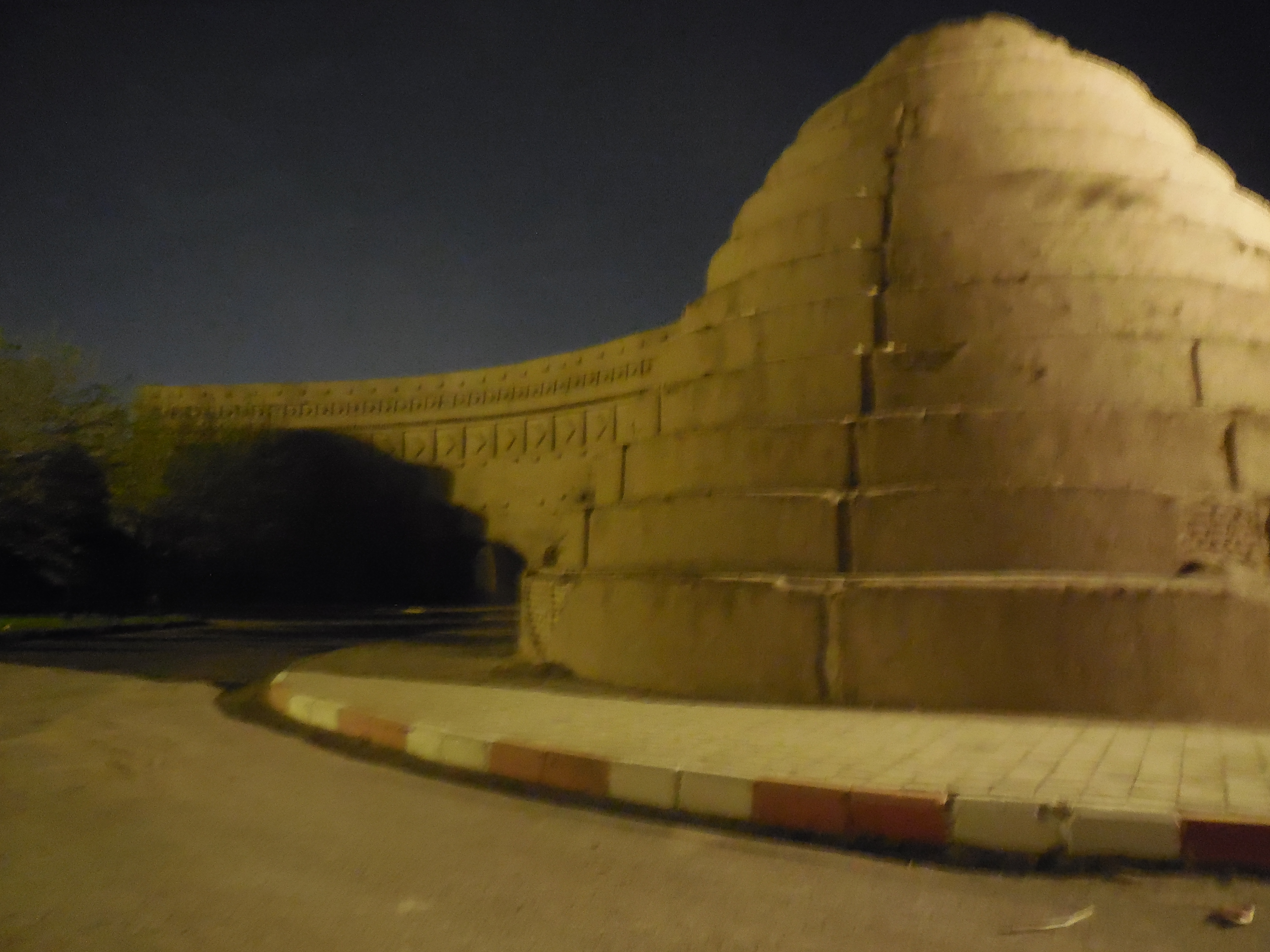
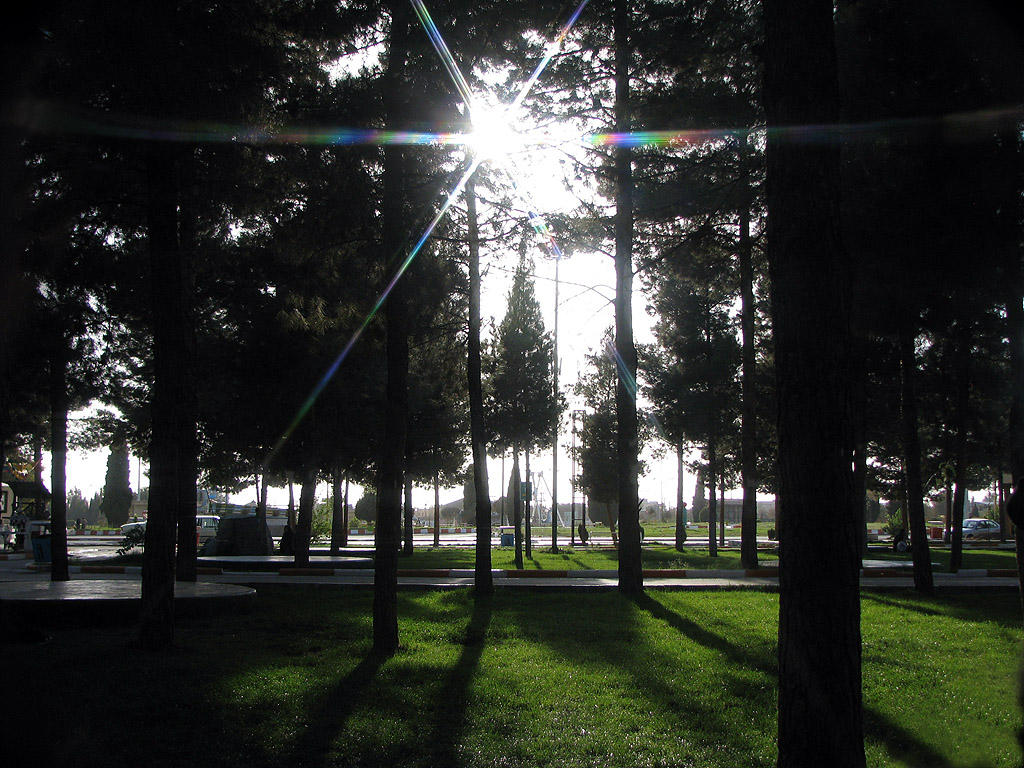
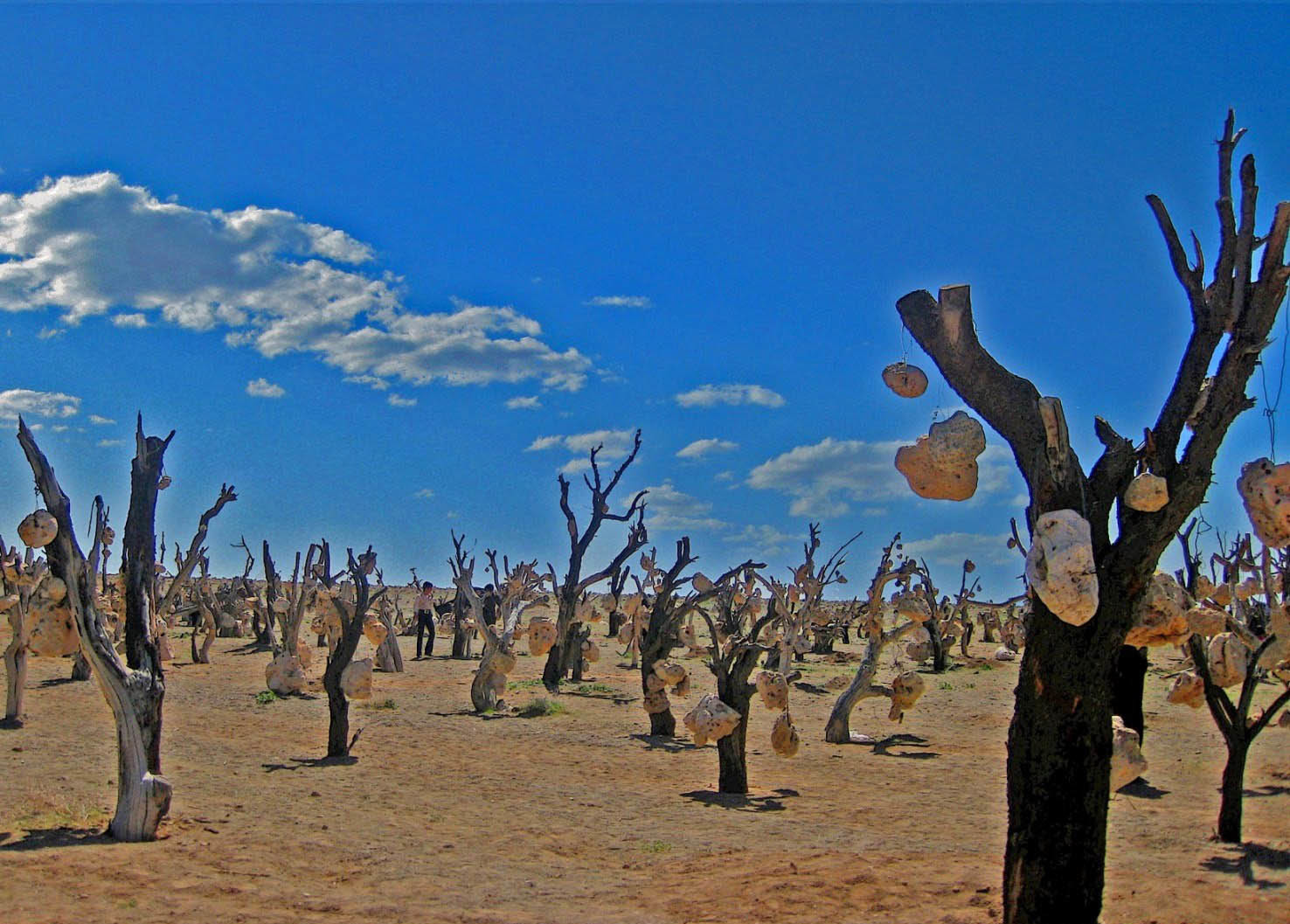

## Nevezetességek
- chopoghi Windproof (Badgir)
- történelmi bazár
- Shah Firouz temploma
- Vár
- Sirjan Múzeum

## Ipara
Szirdzsán 100 km-es körzetében több nagyvállalat is található. A Gole Gohar vasércbánya az országban a legnagyobb. Sar Cheshmeh az ország legnagyobb rézbányája, Sirjantól mindössze 60 km-re északra.